# درخواست (فیلم)
درخواست (به انگلیسی: Guzaarish) گزارش فرا می‌توان یکی از بهترین فیلم‌های سینمایی هند برشمرد. فیلمی با داستانی قوی و نو، با بازی‌های زیبا و با کارگردانی خوب. این فیلم محصول کشور هند و به کارگردانی سانجای لیلا بانسالی است و در سال ۲۰۱۰ منتشر شده‌است. دو ستارهٔ سینمای هند هریتک روشن و آیشواریا رای هم در آن بازی می‌کنند.

## داستان فیلم
اتان مسکرناس (با بازی هریتک روشن) شعبده بازی مشهور بوده‌است که به خاطر حسادت دشمنانش، در هنگام اجرای نمایش از ارتفاع سقوط کرده و فلج می‌شود. اکنون و پس از ۱۴ سال معلولیت وی دیگر تحمل ادامه دادن به این نوع زندگی را ندارد و از دادگاه در خواست اوتانازی، یعنی مرگ آسان را داده‌است.
اتان پرستاری دارد که نام او سوفیا(آیشواریا رای) است و بیش از ۱۲ سال از او نگهداری می‌کند. در پایان دادگاه با درخواست او برای اوتانازی موافقت نمی‌کند. از طرفی شوهر سوفیا به خانه اتان می‌آید و او را باخودش می‌برد، پس از مدتی سوفیا موفق به گرفتن طلاق از همسرش می‌شود، سوفیا بادرخواست اوتانازی مخالف است. همچنین دوست نزدیک ایتن که وکیل است پیگیر درخواست اوتانازی ایتن می‌شود اما دادگاه قبول نمی‌کند و سوفیا تصمیم می‌گیرد تا آخر زندگی اش با ایتن بماند.

## فیلمنامه
فیلمنامه و داستان این فیلم از فیلم دریای درون محصول کشور اسپانیا تقلید شده‌است.